# Siyasa
Hisn Siyasa, comúnmente llamada Medina Siyasa, es un yacimiento hispano-musulmán de gran interés arqueológico situado en el término municipal de Cieza (Región de Murcia, España), en la cima del cerro del Castillo, a orillas del río Segura.

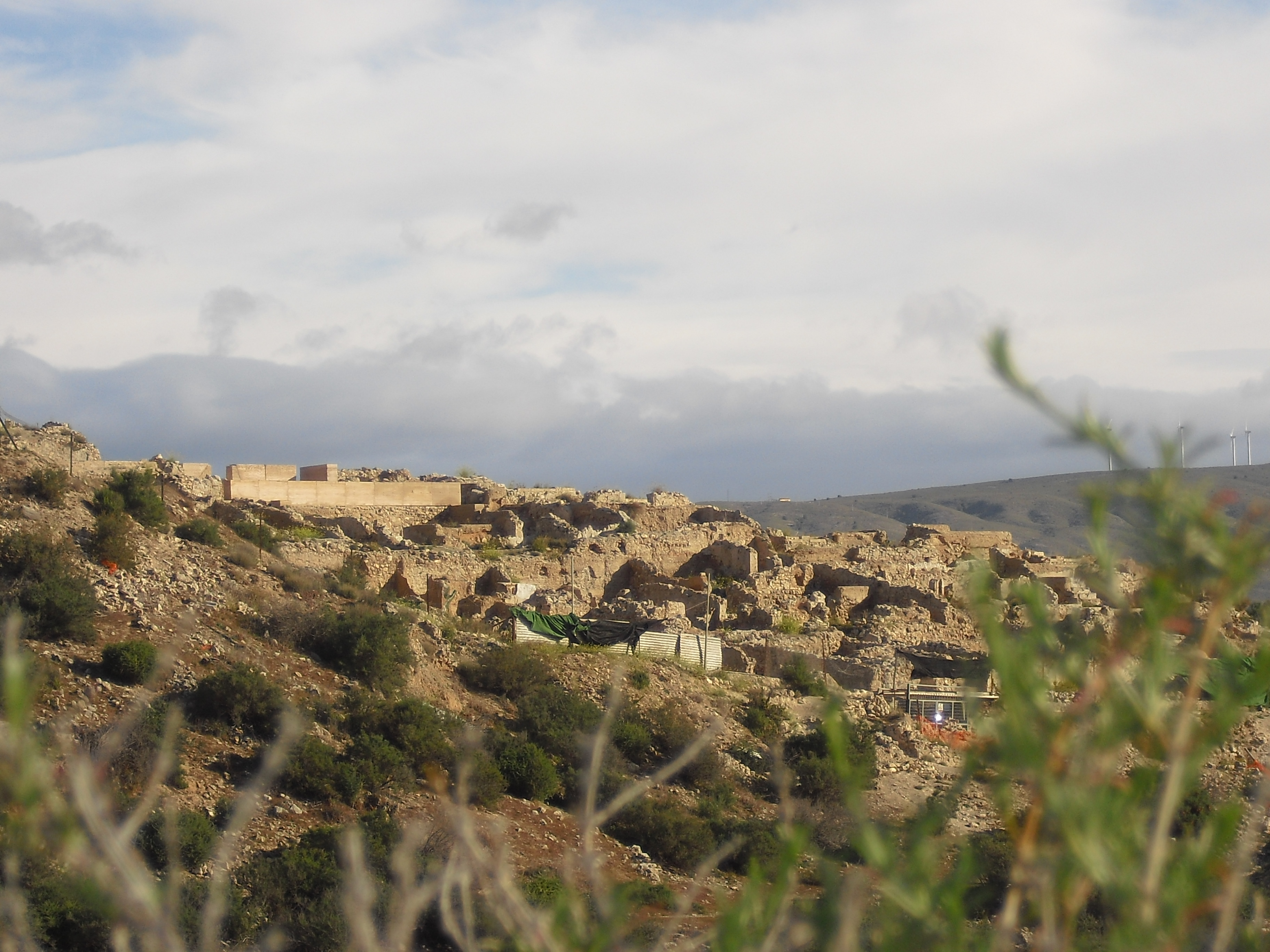
Vista de Siyasa

Se trata de un enclave desarrollado entre mediados del siglo XII y principios del XIII que contaba con cuatro mil habitantes y 787 viviendas. Posee grandes aljibes y otras obras de transporte de agua a la población. Esta ciudad pasó al dominio de la Corona de Castilla en 1243, con la firma del Tratado de Alcaraz por parte de la Taifa de Murcia.
Tras la sublevación mudéjar de 1266, el emplazamiento de Siyasa comenzó a ser abandonado en favor de la actual localización del casco urbano de Cieza, en el fondo de la vega del Segura.
El yacimiento tiene dos secciones amuralladas, llamadas albacar y celoquía. La primera, situada en un lugar inferior, tenía como fin proteger a los habitantes del poblado en caso de ataque enemigo y la segunda, era la defensa última de la ciudad y estaba localizada a una cierta altura. Además, posee un cementerio resguardado por la muralla, cuyas tumbas están orientadas hacia La Meca.
Existe un museo en el centro de la ciudad de Cieza destinado a conservar restos procedentes del yacimiento (entre ellos la reconstrucción de dos viviendas del mismo con elementos constructivos originales) llamado Museo de Siyasa.
Uno de los pórticos procedentes del yacimiento junto con una jarra esgrafiada y una lamparita de vidrio fueron trasladados para ser expuesto en el Pabellón de la Región de Murcia en la Exposición Universal de Sevilla celebrada en 1992.